# Seznam písní s texty Jiřiny Fikejzové
Toto je seznam písní s texty Jiřiny Fikejzové.

## Seznam
- píseň (původní název) – interpret (autor hudby / text)

(h: ) – doposud nezjištěný autor hudby

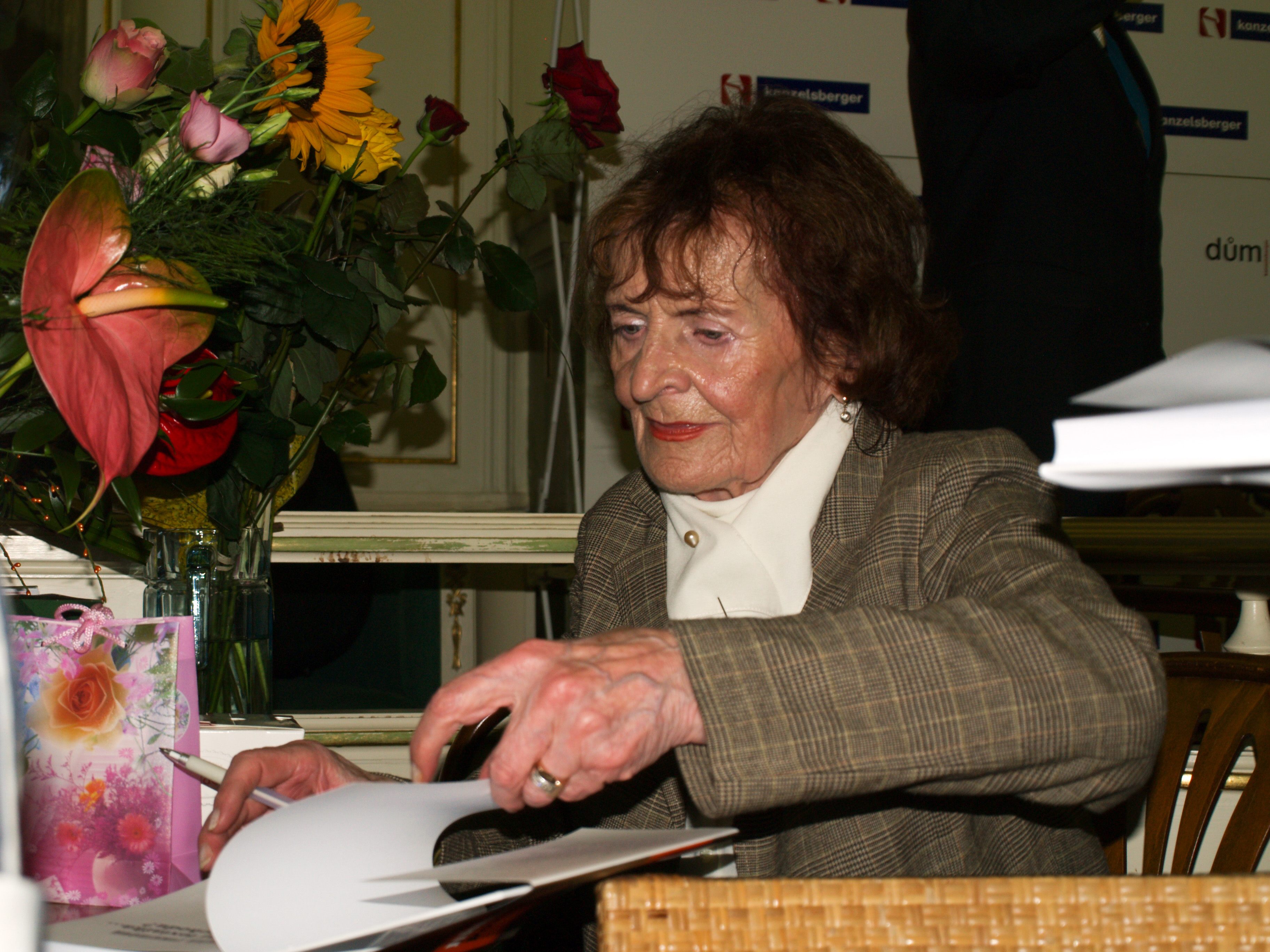
Jiřina Fikejzová v roce 2009

## A
- Akropolis adieu – Judita Čeřovská (Christian Bruhn – George Buschor / Jiřina Fikejzová)
- Addio (Ko svet je bil mlad) – Marta Kubišová (Jurij Robežnik – Gregor Strniša / Jiřina Fikejzová)
- Atlantis – Marta Kubišová (Jindřich Brabec / Jiřina Fikejzová)[1][2]

## B
- Být s tebou (Miss You Nights) Pavel Vítek (1992), Karel Gott, (2012) (Dave Townsend / Jiřina Fikejzová)

## C
- Celou noc – Václav Neckář (Zdeněk Barták  ml. / Jiřina Fikejzová)[3]
- Co dál (Et maintenant) – Judita Čeřovská (Gilbert Bécaud / Jiřina Fikejzová)
- Co je mezi námi lásko (Too Much Between Us) – Marie Rottrová (Paul Edwin Millns / Jiřina Fikejzová)
- Co stalo se stalo – Hana Zagorová (Jiří Zmožek / Jiřina Fikejzová)[4]

## D
- Děvče, smůlu máš, je můj – Helena Vondráčková (Daniel Dobiáš / Jiřina Fikejzová)
- Dingy dou – Petr Kotvald a Stanislav Hložek (Lída Nopová / Jiřina Fikejzová)
- Dominiku (Dominique) – Judita Čeřovská (Sœur Sourire / Jiřina Fikejzová)
- Dlouhá bílá noc (Strangers In The Night) – Judita Čeřovská (Bert Kaempfert / Jiřina Fikejzová)

## E
- E 14 – Karel Gott (Jiří Zmožek / Jiřina Fikejzová)

## Ch
- Chci zapomenout („Ze známých důvodů…“) – Pavel Novák, Karel Hála (Don E. Gibson / Jiřina Fikejzová)[5]

## J
- Já do hry dávám více (Io ti daro’ di piu’) – Eva Pilarová (Memo Remigi / Jiřina Fikejzová)[6][7]
- Jak málo zmůže čas – Marie Rottrová (Paul Simon / Jiřina Fikejzová)
- Jen ty a já – Yvetta Simonová (Quirino Mendoza y Cortés / Jiřina Fikejzová)

## K
- Kam zmizel tvůj dětský úsměv – Josef Laufer (Gilbert Bécaud / Jiřina Fikejzová)[8]

## M
- Malý vůz (Chariot) – Judita Čeřovská (J. W. Stoole, Del Roma / Jiřina Fikejzová) – J. W. Stoole vlastním jménem Franck Pourcel, Del Roma vlastním jménem Paul Mauriat
- Mama – Marie Rottrová – (Charles Aznavour / Jiřina Fikejzová)
- Markétka – Marie Rottrová (Kateřina Gärtnerová / Jiřina Fikejzová)
- Máš dvě lásky (Je reviens chez nous) – Judita Čeřovská (Jean-Pierre Ferland / Jiřina Fikejzová)
- Můj ideál (Tu T'laisses Aller) – Judita Čeřovská (Charles Aznavour / Jiřina Fikejzová)

## O
- Óda na život - Hana Zagorová (Jindřich Parma / Jiřina Fikejzová)
- Orion – Judita Čeřovská (Karel Macourek / Jiřina Fikejzová)

## P
- Písnička o base – Milan Chladil (Jiří Baur / Jiřina Fikejzová)[9][10][11]
- Pusť mě už dál – Petra Janů (Ota Petřina / Jiřina Fikejzová)
- Pozdrav od dobré známé (Sag’ ihr, ich lass sie grüssen) – Judita Čeřovská (Udo Jürgens / Jiřina Fikejzová)
- Praho, já tě mám rád (R. A. Dvorský / Jiřina Fikejzová)
- Prší, prší – Rudolf Cortés (A. Wolf / Jiřina Fikejzová)

## R
- Romantická – Yvetta Simonová (Miloslav Ducháč / Jiřina Fikejzová)

## Ř
- Řekni, kde ty kytky jsou (Where Have All The Flowers Gone) – Judita Čeřovská (Pete Seeger / Jiřina Fikejzová)[12]
  - též Marie Rottrová[13] a Marta Kubišová[14]

## S
- Sám pod svou hvězdou (Seul sur ton étoile) – Judita Čeřovská (Gilbert Bécaud, Maurice Vidalin / Jiřina Fikejzová)
- Sedm dostavníků – Waldemar Matuška (Bohuslav Ondráček / Jiřina Fikejzová)
- Srdce plné hudby – Judita Čeřovská (A. Jindra / Jiřina Fikejzová)
- Stíny výsluní – Věra Špinarová (Andonis Civopulos / Jiřina Fikejzová)
- Song – Jana Kratochvílová (J.Mikula/J. Fikejzová)

## T
- To bych si přál (Tu T'laisses Aller) – Richard Adam (Charles Aznavour / Jiřina Fikejzová)
- To mám tak ráda (Je suis malade) – Marie Rottrová (Alice Dona / Serge Lama / Jiřina Fikejzová)[15]
- To se mi nezdá (Don’t Make Me Over) – Judita Čeřovská (Burt Bacharach / Jiřina Fikejzová)
- Ta řeč je tvá máma (B. Ondráček/J. Fikejzová)

## V
- Věci tak bláhové (These Foolish Things) – Judita Čeřovská (Jack Strachey / Jiřina Fikejzová)
- Vida vida – Milan Chladil (Mojmír Balling / Jiřina Fikejzová)[16]

## Z
- Za rok se vrátím (’O Sole Mio) – Milan Chladil (Eduardo Di Capua / Jiřina Fikejzová)